# 후트내니
후트내니(Hootenanny)는 포크 송을 부르며 춤을 추는 사교적인 집회, 연주회, 잔치를 말한다. 그리고 노래하는 사람과 듣는 사람이 함께 즐기는 단란한 느낌의 포크송 집회를 말한다. 또 305종 하나하나에 차일드가 붙인 정리번호는 '차일드 번호'라 하여 지금도 쓰이고 있다. 예를 들면 유명한 <바바라 알렌>은 차일드 84번이다.

## 같이 보기
- 호그머네이